# Video Greatest Hits - HIStory
Video Greatest Hits - HIStory es una colección de videos musicales de Michael Jackson (excluyendo «Man in the Mirror» y «She's Out of My Life») relativa al primer disco del álbum doble HIStory lanzada inicialmente en VHS, Video CD (sólo en Asia) y LaserDisc en 1995 por Sony Music Video Enterprises, y luego en DVD en 2001. La versión de DVD contiene versiones extendidas de algunos videos en lugar de las versiones editadas transmitidas previamente incluidas en las versiones de VHS y LaserDisc, una mezcla Dolby 5.1 Surround y una discografía.

## Lista de canciones
1. «Brace Yourself» - 3:22
2. «Billie Jean» (De Thriller, enero de 1983) - 4:55
  - Dirigido por Steve Barron
3. «The Way You Make Me Feel» (De Bad, octubre de 1987) - 9:23
  - Dirigido por Joe Pytka
4. «Black or White» (De Dangerous, noviembre de 1991) - 11:00
  - Dirigido por John Landis
5. «Rock with You» (De Off the Wall, noviembre de 1979) - 3:23
  - Dirigido por Bruce Gowers
6. «Bad» (De Bad, septiembre de 1987) - 18:14
  - Dirigido por Martin Scorsese
7. «Thriller» (De Thriller, diciembre de 1983) - 13:43
  - Dirigido por John Landis
8. «Beat It» (De Thriller, febrero de 1983) - 4:56
  - Dirigido por Bob Giraldi
9. «Remember the Time» (De Dangerous, enero de 1992) - 9:17
  - Dirigido por John Singleton
10. «Don't Stop 'til You Get Enough» (De Off the Wall, octubre de 1979) - 4:12
  - Dirigido por Nick Saxton
11. «Heal the World» (De Dangerous, noviembre de 1992) - 6:22
  - Dirigido por Joe Pytka
12. Créditos (Instrumental de «Heal the World»)

## Caracteristícas del DVD
- Versión de 9 minutos de "The Way You Make Me Feel".
- "Black or White" con la escena de la "Pantera" y el baile censurado de Jackson.
- Versión completa de "Bad".
- Versión completa de"Remember the Time".
- Sonido Dolby Surround 5.1.
- Discografía.
- Letras de las canciones (en inglés).

## Certificaciones
| País           | Certificación | Ventas  |
| -------------- | ------------- | ------- |
| Estados Unidos | 5x Platino    | 500,000 |
| Australia      | 3x Platino    | 45,000  |
| Austria        | Oro           | 5,000   |
| Alemania       | 3x Oro        | 75,000  |
| México         | Oro           | 50,000  |
| España         | Platino       | 25,000  |